# Döbörhegy, Vas
Döbörhegy  este un sat în districtul Körmend, județul Vas, Ungaria, având o populație de 150 de locuitori (2011). 

## Demografie
Componența etnică a satului Döbörhegy
     Maghiari (100%)
Componența confesională a satului Döbörhegy
     Romano-catolici (68,67%)
     Fără religie (2,67%)
     Necunoscută (28,67%)
     Alte religii (2%)
Conform recensământului din 2011, satul Döbörhegy avea 150 de locuitori. Din punct de vedere etnic, majoritatea locuitorilor (100,0%) erau maghiari.  Din punct de vedere confesional, majoritatea locuitorilor (68,67%) erau romano-catolici, cu o minoritate de persoane fără religie (2,67%). Pentru 28,67% din locuitori nu este cunoscută apartenența confesională.